# ود الحاج
ود الحاج هي قرية سودانية تقع جنوب محلية القطينة وجنوب شرق نعيمة وتبعد عن العاصمة الخرطوم مسافة 85 كم.